# پا. رنجیس
پا. رنجیس (هندی: பா. ரஞ்சித்) کارگردان و فیلمنامه‌نویس هندی تباری است که عمدتاً در سینمای تامیل کار می‌کند.  او اولین کارگردانی خود را با کمدی رمانتیک آتاکاتی در سال ۲۰۱۲ انجام داد.

## فیلم‌شناسی

### آثار کارگردانی
- آتاکاتی (۲۰۱۲)
- مدرس (۲۰۱۴)
- کابالی (۲۰۱۶)
- کالا (۲۰۱۸)
- قبیله سارپاتا (۲۰۲۱)
- ستارای در حال درخشیدن است (۲۰۲۲)